# Mieczysław Wojciechowski (1899–1958)
Mieczysław Wojciechowski (ur. 20 lipca 1899 w Jesionku, zm. 16 czerwca 1958) – sierżant Wojska Polskiego, kawaler Orderu Virtuti Militari.

## Życiorys
Urodził się 20 lipca 1899 we kolonii Jesionek, w ówczesnym powiecie lipnowskim guberni płockiej (obecnie część wsi Osiek nad Wisłą), w rodzinie Józefa i Marianny ze Słupczewskich. W latach 1907–1913 uczęszczał do szkoły powszechnej w Osieku, a po jej ukończeniu pomagał ojcu na roli. W 1916 został przymusowo wysłany do Niemiec jako robotnik rolny. W 1917 zbiegł, lecz został zatrzymany w Krzyżu przez niemiecką żandarmerię i osadzony w obozie w Pile. Po pięciu tygodniach został skazany przez niemiecki sąd na karę sześciu tygodni więzienia za ucieczkę z miejsca pracy. Po odbyciu kary pracował pod nadzorem jako robotnik rolny. W lutym 1919, po rewolucji listopadowej, wrócił w rodzinne strony.
17 maja 1919 wstąpił do Wojska Polskiego. Po ukończeniu szkoły podoficerskiej w Krakowie został awansowany na starszego szeregowca i przydzielony do 1/V batalionu wartowniczego w tym samym garnizonie. W czerwcu 1920 wyruszył na front w składzie batalionu marszowego 20 pułku piechoty. Na froncie został przydzielony do grodzieńskiego pułku strzelców. W szeregach tego oddziału walczył na wojnie z bolszewikami. Wyróżnił się w nocy z 25 na 26 września 1920, w boju pod Nową Rudą, ratując życie dowódcy 3 kompanii, porucznikowi Franciszkowi Songinowi. 1 listopada 1920 pod wsią Zubłędzie został ranny. Leczył się w szpitalu polowym, a następnie w szpitalu w Dziedzicach. Po zakończeniu leczenia został przydzielony do kompanii ozdrowieńców batalionu zapasowego 14 pułku piechoty we Włocławku, a później do Zakładu Gospodarczego w tym samym garnizonie. W 1923 został zwolniony do rezerwy. We wrześniu tego roku został ponownie przyjęty do służby w 81 pułku piechoty w Grodnie, w charakterze kandydata na podoficera zawodowego. W 1925 został awansowany na plutonowego. Trzy lata później ukończył kurs w Szkole Podoficerów Zawodowych Piechoty w Grudziądzu i został awansowany na sierżanta. W marcu 1934 nadal pełnił służbę w 81 pp.
Zmarł 16 czerwca 1958 i został pochowany na cmentarzu Komunalnym we Włocławku (sektor 73, rząd 12, grób 365).
Był żonaty, miał dwóch synów: Zbigniewa (ur. 21 grudnia 1925) i Ryszarda Mieczysława (ur. 19 maja 1928).

## Ordery i odznaczenia
- Krzyż Srebrny Orderu Wojskowego Virtuti Militari nr 2278[1] – 15 marca 1921[5][6][7][8][9]
- Brązowy Krzyż Zasługi[10]
- Medal Pamiątkowy za Wojnę 1918–1921[1]
- Medal Dziesięciolecia Odzyskanej Niepodległości[1]
- Odznaka za Rany i Kontuzje z jedną gwiazdką[1]